# La valle della paura
Pour les articles homonymes, voir La Vallée de la peur.
Pour plus de détails, voir Fiche technique et Distribution.
La valle della paura est un téléfilm italien en trois parties, initialement diffusé par la Rai les 25 octobre 1968, 1er novembre 1968 et 8 novembre 1968. Il s'agit d'une adaptation du roman La Vallée de la peur d'Arthur Conan Doyle.
Ce téléfilm se caractérise par son scénario globalement fidèle à la première partie du roman, la seconde partie n'étant adaptée qu'à travers une brève séquence de flashback. Des personnages supplémentaires ont par ailleurs été ajoutés pour créer davantage de suspense et de fausses pistes pour les téléspectateurs. La conclusion du téléfilm est différente de celle de l'intrigue d'origine.

## Trame

### Premier épisode
Au château de Birlstone, à onze heures du soir, le majordome Ames et la gouvernante Evelyn Allen se rendent dans la chambre de madame Douglas qui les a fait appeler. Celle-ci s'entretient avec eux lorsqu'un coup de feu se fait entendre dans le château. En sortant de sa chambre, Ivy Douglas tombe nez-à-nez avec Cecil Barker qui sort de la sienne. Tous les quatre se rendent dans le bureau de John Douglas où Barker est le premier à découvrir le cadavre du maître des lieux. Madame Douglas, effondrée, est raccompagnée par Evelyn dans sa chambre. Barker découvre que la fenêtre du bureau est ouverte et le majordome Ames voit une personne s'enfuir dans les fourrés.
Au 221B Baker Street, Holmes et Watson reçoivent la visite de l'inspecteur MacDonald. Celui-ci est préoccupé : le coupable présumé de l'affaire de Birlstone est son neveu, Jack MacDonald. L'inspecteur ne peut pas prendre en charge l'affaire lui-même et demande à Holmes de prouver l'innocence du jeune homme. Le détective accepte, tout en signalant qu'il ne pourra rien faire en cas de culpabilité avérée de Jack.
Au cours du trajet pour se rendre à Birlstone, Holmes apprend que le neveu de l'inspecteur était l'ancien jardinier du château et avait été renvoyé après avoir volé quelques guinées. Pour l'inspecteur chargé de l'enquête, White Mason, Jack aurait pu commettre le meurtre pour se venger de son renvoi. La bicyclette de Jack a par ailleurs été retrouvée près du château, mais Watson fait remarquer que le jeune homme l'aurait récupérée s'il avait voulu fuir après avoir commis le meurtre. Sur place, Holmes constate que l'arme du crime, un fusil à canon scié de marque américaine, est restée sur place. La victime a reçu une décharge en plein visage. Holmes trouve une carte marquée « V.V. 341 », qu'il considère comme la signature du meurtre. Des traces de pas sont visibles sur le rebord de la fenêtre, mais sont différentes de celles observées derrière le rideau où le meurtrier semble s'être caché.
Holmes démarre une série d'interrogatoires. Le majordome Ames explique que John Douglas avait l'habitude de fermer le portail du château à la nuit tombée, empêchant quiconque d'entrer puisque le château est entouré de douves. Sir John était proche de Cecil Barker, un ami de longue date, mais avait parfois des altercations avec lui, ce qui ne l'empêchait pas de revenir régulièrement au château où il avait ses quartiers. Une certaine rivalité semblait exister entre les deux hommes au sujet d'Ivy Douglas. Madame Allen, la gouvernante, affirme avoir entendu la porte du bureau claquer quelque temps avant le meurtre, mais ce témoignage semble incohérent car Mme Allen est partiellement sourde et n'aurait pas pu entendre une porte claquer à cette distance. Mme Allen est par ailleurs surprise que le cadavre de Sir John ne porte pas l'alliance qu'il ne retirait pourtant jamais. Un domestique explique qu'une fête était donnée la veille au château et que le portail n'a exceptionnellement été fermé qu'à dix heures du soir. Le domestique a vu tout le monde partir sauf M. Turner, l'un des invités. Celui-ci est interrogé et affirme être resté un peu plus longtemps avec M. Douglas pour parler littérature. M. Barker explique quant à lui avoir connu John Douglas à Benito Canyon aux États-Unis. Douglas était alors marié à une autre femme, retrouvée morte dans d'étranges circonstances. Douglas semblait menacé par deux hommes et a fui en Angleterre sans jamais parler de son passé.

### Deuxième épisode
Holmes et Watson retrouvent madame Douglas au cimetière où la pauvre femme pleure devant la tombe de son mari. Celle-ci finit par revenir au manoir pour que le détective lui pose ses questions en compagnie de Cecil Barker. Selon les deux témoins, John Douglas semblait inquiet le soir du meurtre, et ce depuis un voyage réalisé la veille à Tunbridge Wells pour récupérer M. Barker à la gare. Malgré cette inquiétude, le maître de maison avait pris le temps d'installer dans son bureau un tableau représentant la « vallée de la peur », un endroit situé en Amérique qui lui inspirait un certain effroi. Mme Douglas est persuadée que le meurtre a un lien avec cet endroit et le passé de son mari. Holmes interroge les deux témoins sur Turner : madame Douglas l'apprécie, mais M. Barker lui reproche d'avoir emprunté beaucoup d'argent à John Douglas en abusant de sa générosité.
Peu après, Holmes et Watson découvrent Mme Douglas et Cecil Barker en train de rire ensemble sur un banc du jardin. Lorsque les deux hommes viennent à leur rencontre, Barker refuse de donner la moindre explication. Mme Douglas, après avoir demandé à Barker de rentrer, se confie en expliquant qu'elle est en réalité heureuse de la mort de son mari qui la traitait comme une esclave. Pour autant, elle affirme ne pas avoir tué son mari et reste persuadée que sa mort est en lien avec la « vallée de la peur ». Holmes semble convaincu de sa sincérité. Il aurait en effet été illogique que Mme Douglas et Barker utilisent une arme si bruyante et retirent l'alliance du défunt s'ils étaient impliqués dans le meurtre.
Holmes et Watson se rendent ensuite à Tunbridge Wells dans le seul hôtel du village. Holmes apprend qu'un Américain, M. Grant, occupait l'une des chambres, mais n'est pas revenu depuis le soir du meurtre. Le détective parvient à s'introduire dans la chambre en question et trouve de nombreuses cartouches correspondant à l'arme du crime. Il est clair que le meurtrier a résidé à cet endroit. Selon Holmes, Douglas l'aurait aperçu et reconnu lors de son passage à Tunbridge Wells, ce qui aurait causé le trouble observé par Barker et Mme Douglas, puis le meurtrier se serait ensuite rendu au château avec une bicyclette volée appartenant à Jack, le neveu de l'inspecteur MacDonald.
De retour au château, Holmes remarque que la majordome Ames apporte un plat à base d'ail à Barker et Mme Douglas dans leur chambre. Fait étrange : lorsque Holmes revient plus tard dans la pièce du meurtre, l'odeur d'ail y est également présente. Sur place, Holmes remarque que le tableau accroché par Douglas le soir du meurtre dissimule une cachette où se trouve un revolver appartenant à John Douglas. Une balle du revolver a été tirée. Par ailleurs, après enquête, les traces de pas laissées sur le bord de la fenêtre s'avèrent être celles de Barker. Holmes affirme que ce dernier a créé cette trace pour lancer les enquêteurs sur une fausse piste. Le détective demande ensuite à Watson son parapluie pour essayer de repêcher d'éventuels indices au fond des douves.

### Troisième épisode
Holmes et Watson arrivent au commissariat où Jack MacDonald continue d'être interrogé par l'inspecteur Mason. Le détective demande que les douves du château soient asséchées. White Mason accepte. Holmes fait en sorte que Barker soit au courant de ce projet.
Le détective donne rendez-vous le soir-même à l'inspecteur Mason et son adjoint Wood devant le château. Ensemble, ils observent Barker se déplacer en barque sur les douves et récupérer quelque chose au fond de l'eau. Barker rentre ensuite au château : White Mason l'arrête et récupère le mystérieux paquet qui contient des vêtements. Barker refuse de donner la moindre explication et White Mason est prêt à l'inculper pour meurtre. Mme Douglas lui vient en aide et accuse Turner d'être le meurtrier de son mari. Celui-ci dément et Barker décide alors de s'accuser du meurtre pour protéger Mme Douglas. Holmes décide de mettre un terme à la mascarade générale en révélant la solution de l'affaire : selon lui, John Douglas est toujours vivant. À la surprise générale, le maître de maison sort alors d'une cachette située derrière une bibliothèque et explique l'affaire.
Grant était membre d'un groupe criminel sévissant dans la « vallée de la peur », surnom donné à la vallée de Vermissa (V.V. 341). Sir John avait reconnu Grant lors de son passage à Tunbridge Wells et s'était préparé à être attaqué dans son bureau. Le moment venu, il avait eu le réflexe d'attraper le fusil de son assaillant : dans la bataille qui s'était ensuivi, un coup de feu était parti, tuant Grant en le défigurant. Barker et Mme Douglas avaient alors accouru, mais les domestiques n'avaient pas entendu le coup de feu. Sir John avait alors eu l'idée d'organiser une mise en scène avec sa femme et son ami pour faire croire à son propre meurtre. Barker avait rajouté ses propres traces de pas sur le rebord de la fenêtre pour faire croire que le meurtrier s'était échappé en sautant dans les douves, puis le cadavre avait été habillé avec les vêtements de Sir John. Les vêtements du meurtrier avaient quant à eux été empaquetés et jetés dans les douves par Cecil Barker. Ce dernier et Mme Douglas étaient ensuite repartis dans leur chambre, attendant un second coup de feu tiré par Sir John avec son revolver pour accourir en présence des domestiques que Mme Douglas avait fait appeler dans sa chambre pour avoir des témoins. Par hasard, Jack MacDonald était venu pêcher dans les douves du château et avait été vu par le majordome Ames en train de fuir au-dehors. Sir John explique être un ancien agent de la police fédérale des États-Unis, envoyé dans la vallée de Vermissa pour infiltrer un groupe criminel et mener à bien l'arrestation de ses membres. Douglas, qui s'appelait à l'époque John Slighter, avait alors intégré la secte pour disposer de tous les renseignements nécessaires. Grant était l'un des membres du groupe. Douglas portait la même marque que lui sur le bras du fait qu'ils avaient momentanément fait partie de la même secte.
Mme Douglas demande que l'affaire soit classée pour que personne ne sache que Sir John est toujours en vie et qu'aucun autre tueur ne soit envoyé sur ses traces. White Mason refuse, ne pouvant falsifier les résultats d'une enquête. Sherlock Holmes propose alors de faire venir des journalistes à Birlstone pour médiatiser l'affaire et indiquer le train par lequel Sir John se rendra à Douvres pour fuir l'Angleterre. Holmes accompagne ensuite le couple dans le train en question en se faisant passer pour un pasteur. Dans la cabine, un homme mystérieux est également présent : il s'agit d'un tueur à gages. Lorsque celui-ci s'apprête à accomplir sa mission, Sir John tire sur son adversaire puis s'échappe du train. Mme Douglas affirme que l'homme assassiné est son mari et Holmes témoigne pour appuyer cette fausse affirmation. Les journaux reprennent l'information : Sir John, que l'on croit mort, est désormais certain de ne plus être recherché.

## Distribution
- Nando Gazzolo : Sherlock Holmes
- Gianni Bonagura : Docteur Watson
- Antonietta Lambroni : Mrs Clarke (domestique du 221B Baker Street)
- Anna Miserocchi : Ivy Douglas
- Mario Erpichini : Cecil Barker
- Ernesto Colli : Turner
- Leonardo Severini : Ames (majordome)
- Cesarina Gheraldi : Mrs Allen (gouvernante)
- Francesco Sormano : inspecteur McDonald
- Francesco Paolo D'Amato : Jack McDonald (fils de l'inspecteur McDonald)
- Enrico Osterman : inspecteur Mason
- Mario Laurentino : sergent Wood
- Andrea Bosic : John Douglas
- Nino Pavese : McGinty

## Fiche technique
- Titre original : La valle della paura
- Réalisation : Guglielmo Morandi
- Scénario : Edoardo Anton, d'après le roman La Vallée de la peur d'Arthur Conan Doyle
- Décors : Amedeo Puthod
- Société de production : Rai − Radiotelevisione Italiana
- Pays d’origine :  Italie
- Langue originale : italien
- Format : noir et blanc — 1,33:1 — son mono
- Genre : Film policier
- Durée : 90 minutes
- Date de diffusion : 25 octobre 1968, 1er novembre 1968 et 8 novembre 1968